# Hein Otterspeer
Hein Otterspeer (Gouda, 11 november 1988) is een Nederlandse, voormalige langebaanschaatser die gespecialiseerd was in de sprintafstanden. Hij werd tweevoudig vicewereldkampioen, in 2015 individueel en in 2023 met het Nederlandse team. Hij won ook twee zilveren medailles bij de Europese kampioenschappen Sprint, en werd vier keer Nederlands kampioen Sprint. In 2023 won hij het algemene klassement van de wereldbeker op de 1000 meter.

## Schaatscarrière

### 2008-2012 Begin carrière
Otterspeer doorliep de middelbare school aan het Driestar College in Gouda. Vanaf het seizoen 2004/2005 kwam hij uit voor het Gewest Zuid-Holland. Op zijn eerste NK sprint in 2009 wist hij een 17e plaats te bereiken. Op het NK afstanden 2010 reed Otterspeer de 500 en 1000m. Op de 500m finishte hij als 15e terwijl hij de 1000m in een 19e tijd volbracht. Het NK sprint van dat jaar viel echter tegen. Na een paar matige races beëindigde hij het toernooi als 17e, waar hij naar eigen zeggen op meer had gehoopt.
Voor het seizoen 2010/2011 maakte Otterspeer de overstap naar de ploeg van Michiel Wienese. In zijn team 1nP-Engenius met coach Rutger Tijssen, reed Otterspeer zich in de kijker van grotere teams. Hij begon sterk met een overwinning op de 500 meter in de eerste Holland Cup. Op het NK afstanden plaatste hij zich op zowel de 500 als de 1000 meter voor de eerste wereldbekerwedstrijden. In zijn eerste wereldbekerwedstrijd, in Heerenveen, werd Otterspeer tweede in de B-groep in een nieuw persoonlijk record. Op 19 november verbeterde hij die tijd weer tot 35,43 in Berlijn, eveneens in een wereldbekerwedstrijd. Een dag later verbeterde hij die tijd tot 35,39.

### 2012-2014 Naar de top
Tussen 2011/2012 en 2013/2014 schaatste Otterspeer bij de ploeg van Gerard van Velde, die eerst APPM en later Team Beslist.nl heette. Op de dag voor de NK afstanden brak Otterspeer zijn rib en plaatste zich ook niet voor de wereldbeker. Op de NK Sprint werd hij tweede achter Stefan Groothuis en plaatste zich zo voor het wereldbekercircuit en de WK Sprint in Calgary. Tijdens de wereldbekerwedstrijden in Salt Lake City op 21 januari 2012 reed hij een persoonlijk record zowel op de 500m als op de 1000m. Een week later op de WK Sprint in Calgary reed hij opnieuw een PR op de 500m; dit keer in 34.48. Mede door deze goede 500m werd hij zevende op zijn eerste WK Sprint.
Op 2 maart won Otterspeer zijn eerste wereldbekermedaille. In Heerenveen werd hij tweede op de 500m in 35.14, zijn snelste tijd ooit in Thialf. Tijdens de wereldbekerfinales in Berlijn plaatste Otterspeer zich voor de 1000 meter op de WK Afstanden, waar hij zesde werd.
Otterspeer werd op de NK afstanden 2013 respectievelijk derde en tweede op de 500 en de 1000 meter. Hij plaatste zich hiermee voor het eerste deel van het wereldbekercircuit. Hij won zijn eerste wereldbekerwedstrijd in Nagano waar hij op de 1000 meter onder meer Denny Morrison en Kjeld Nuis versloeg. Een week voor de WK Sprint won hij tijdens de wereldbekerwedstrijd in Calgary de 1000 meter in een nieuw persoonlijk record. Tijdens de WK Sprint werd hij winnaar van de bronzen medaille, achter teamgenoot Michel Mulder en Pekka Koskela. Otterspeer was twee keer de snelste op de 1000 meter, beide keren in een nieuw persoonlijk record.

### 2014-2021
In 2014 maakte Otterspeer samen met onder meer Sven Kramer de overstap naar Team LottoNL-Jumbo van Jac Orie. Hij reed zijn beste seizoen tot dan toe. Hij won zijn eerste NK Sprint en werd tweede op het WK Sprint, achter Pavel Koelizjnikov.
In mei 2015 werd Otterspeer aangereden tijdens een fietstraining. Een Renault Twingo zag hem over het hoofd en stak de Woldweg over, van Oosterzand naar Westerzand. De renner ging door een zijruit en belandde in de auto. Hij werd per ambulance naar het ziekenhuis vervoerd en hield er een pijnlijke schouder en een snee in zijn bil aan over. Vlak voor het nieuwe seizoen werd Otterspeer voor het eerst vader. Hij plaatste zich niet voor de wereldbeker. Daarna ging ook nog het NK Sprint mis door een merkwaardige val. Hij plaatste zich niet voor de grote toernooien.
Aan het begin van 2016/2017 miste Otterspeer opnieuw een ticket voor de wereldbeker. Hij kwam maar vier honderdsten van een seconde tekort. Tijdens het NK Sprint liep hij een liesblessure op en moest hij de strijd staken.
In het seizoen 2017/2018 kwalificeerde Otterspeer zich niet voor de Olympische Spelen of het WK Sprint. Een rugblessure, die hij opliep bij het veters strikken, verpestte zijn EK afstanden. Wel won hij met nieuwe schaatsen zijn eerste wereldbekerwedstrijd op de 500 meter, met een baanrecord in Minsk. Hij werd tweede in het eindklassement van de 500 meter.
In mei 2020 hield Otterspeer verschillende kneuzingen over aan een valpartij op de weg, waarbij ploeggenoot Kai Verbij een sleutelbeen brak.

### 2021-2025 Afronding carrière
In 2021 stapte Otterspeer over naar Team Reggeborgh van Van Velde. In november won hij met een baanrecord voor Tomaszów, voor het eerst sinds 2013, weer een wereldbekerwedstrijd op de 1000 meter. Begin december, bij de wereldbekerwedstrijd in Salt Lake City, scherpte hij zijn persoonlijke records op de sprintafstanden 500 en 1000 meter aan. Op 29 december 2021 wist hij zich ondanks een liesblessure, voor het eerst te plaatsen voor de Olympische Winterspelen. Op de 1000 meter pakte hij het derde ticket. Op de door Thomas Krol gewonnen Olympische schaatskilometer ging het bij Otterspeer vanaf de start mis. Zijn schaats gleed weg, waardoor hij was afgeleid en verzuimde een nieuwe start te vragen. Door de mislukte start eindigde hij slechts als tiende.
Het seizoen 2022-2023 was een van zijn beste ooit. Otterspeer won het wereldbekerklassement op de 1000 meter. Op 28 december 2022 werd hij met 34 jaar de oudste nationaal sprintkampioen. Het was zijn vierde titel en hij bleef Merijn Scheperkamp en Kai Verbij voor. Op de EK Sprint lag Otterspeer na de eerste dag voorop. Op beide 500 meters ging hij bijna onderuit en verloor hij kostbare tijd. Hierdoor eindigde hij tot zijn grote teleurstelling slechts op de tweede plek, achter kampioen Scheperkamp. Bij de WK afstanden kreeg hij opnieuw een zilveren medaille. De Nederlandse sprintploeg met Otterspeer, Scheperkamp en Wesly Dijs, eindigde als tweede achter Canada.
Een nieuwe generatie sprinters, met daarin Otterspeers ploeggenoten Jenning de Boo en Tim Prins, dreef tijdens het seizoen 2023-2024 de concurrentie op. Van de dertigers kon alleen Kjeld Nuis nog om de podiumplaatsen strijden. Otterspeer viel bij de NK afstanden op de 500 meter met een vierde plek net naast het podium, maar was op zijn 1000 meter slechts zevende. Hij kwalificeerde zich niet voor de grote toernooien.
In aanloop naar het volgende seizoen had Otterspeer te kampen met een zware rugblessure. Met nauwelijks tijd op het ijs, wist hij toch een vijfde plek te halen op de 1000 meter van het wereldbekerkwalificatietoernooi. Dit was in principe goed voor een ticket voor de Aziatische wereldbekerwedstrijden. De KNSB gaf echter de voorkeur aan Nuis en stuurde hem naar Azië. Otterspeer bedankte voor de reserverol en richtte zich volledig op plaatsing voor de grote toernooien.  Dat lukte niet. In maart 2025 nam de 36-jarige afstand van de actieve topsport.

## Persoonlijk
Otterspeer heeft een zoon. Hij is sinds juni 2024 ambassadeur van de Nierstichting. Zijn vader is nierpatiënt.

## Persoonlijk records
| Afstand    | Tijd    | Datum            | Baan           |
| ---------- | ------- | ---------------- | -------------- |
| 500 meter  | 34,36   | 3 december 2021  | Salt Lake City |
| 1000 meter | 1.06,95 | 5 december 2021  | Salt Lake City |
| 1500 meter | 1.47,68 | 9 oktober 2016   | Inzell         |
| 3000 meter | 4.04,11 | 20 oktober 2007  | Erfurt         |
| 5000 meter | 7.14,47 | 24 november 2007 | Eindhoven      |

## Resultaten
| Jaar | NK Allround            | NK Afstanden               | NK Sprint                | EK Sprint       | WK Sprint            | WK Afstanden                    | Olympische Spelen | Wereldbeker        |
| ---- | ---------------------- | -------------------------- | ------------------------ | --------------- | -------------------- | ------------------------------- | ----------------- | ------------------ |
| 2008 | NC22 (5e, 23e, 20e, -) |                            |                          |                 |                      |                                 |                   |                    |
| 2009 |                        | 23e 500m                   |                          |                 |                      |                                 |                   |                    |
| 2010 |                        | 15e 500m 19e 1000m         | 17e (17e, 18e, 16e, 20e) |                 |                      |                                 |                   |                    |
| 2011 |                        | 6e 500m 4e 1000m 13e 1500m | 20e · (24e, 6e, , 7e)    |                 |                      |                                 |                   | 16e 500m 13e 1000m |
| 2012 |                        | 5e 500m DQ 1000m           | · (, , 9e)               |                 | 7e (8e, 11e, 5e, 8e) | 6e 1000m                        |                   | 20e 500m 23e 1000m |
| 2013 |                        | 500m · 1000m               | · (4e, , 5e, 5e)         |                 | · (17e, , 18e, )     |                                 |                   | 14e 500m · 1000m   |
| 2014 |                        | 9e 500m 8e 1000m           | · (4e, , )               |                 |                      |                                 |                   | 34e 500m 36e 1000m |
| 2015 |                        | 4e 500m 5e 1000m           | · (, )                   |                 | · (10e, , , 4e)      | 4e 500m 5e 1000m                |                   | 12e 500m 7e 1000m  |
| 2016 |                        | 5e 500m 5e 1000m           | 24e · (, 24e, 5e, )      |                 |                      |                                 |                   | 18e 500m           |
| 2017 |                        | 7e 500m 9e 1000m           | NS4 · (8e, , 7e, -)      |                 |                      |                                 |                   |                    |
| 2018 |                        | 4e 500m 6e 1000m           | · (, )                   |                 |                      |                                 |                   | 500m · 9e 1000m    |
| 2019 |                        | 7e 500m 4e 1000m           | · (6e, , )               |                 | 8e (7e, 10e, 6e, 8e) |                                 |                   | 34e 500m 25e 1000m |
| 2020 |                        | 4e 500m DQ 1000m           | DQ · (5e, DQ, , -)       |                 |                      |                                 |                   | 23e 500m 19e 1000m |
| 2021 |                        | 500m · 4e 1000m            | · (, )                   | · (, , 5e, 4e)  |                      |                                 |                   | 6e 500m · 1000m    |
| 2022 |                        | 500m · 1000m               |                          |                 |                      |                                 | 10e 1000m         | 15e 500m · 1000m   |
| 2023 |                        | 500m · 1000m               | · (4e, , 4e, )           | · (5e, , 11e, ) |                      | 6e 500m · 6e 1000m · teamsprint |                   | 19e 500m · 1000m   |
| 2024 |                        | 4e 500m 7e 1000m           | 20e (6e, 20e, 11e, 10e)  |                 |                      |                                 |                   | 20e 500m 31e 1000m |
| 2025 |                        | 9e 1000m                   | NS4 (14e, 7e, 15e, NS)   |                 |                      |                                 |                   |                    |

(#, #, #, #) = afstandspositie op sprinttoernooi (500m, 1000m, 500m, 1000m).

### Wereldbekerwedstrijden[23]
| Seizoen   | 500m                              |
| --------- | --------------------------------- |
| 2017/2018 | 9e, 5e, , , 10e, -, -, 8e, 13e, , |

## Palmares
2011 - 2012
- NK Sprint Heerenveen
- 500m. Wereldbeker Heerenveen

2012 - 2013
- 500m. NK Afstanden Heerenveen
- 1000m. NK Afstanden Heerenveen
- 1000m. Wereldbeker Nagano
- 1000m. Wereldbeker Harbin
- 1000m. Wereldbeker Harbin
- NK Sprint Groningen
- 1000m. Wereldbeker Calgary
- WK Sprint Salt Lake City

2013 - 2014
- NK Sprint Amsterdam

2017 - 2018
- 500m. Wereldbeker Minsk

## Ploegen
2004/2010: Gewest Zuid-Holland (KNSB)
2010/2011: Team 1nP-Engenius van Michiel Wienese en coach Rutger Tijssen
2011/2014: Team APPM, later Team Beslist.nl, van coach Gerard van Velde
2014/2021: Team LottoNL-Jumbo van coach Jac Orie
2021/2025: Team Reggeborgh van Gerard van Velde.